# Gare du Muids
La gare du Muids est une gare ferroviaire située sur le territoire de la commune suisse d'Arzier-Le Muids, dans le canton de Vaud.

## Situation ferroviaire
Établie à 715 mètres d'altitude, la gare du Muids se situe en haut du village entre les gares de Bassins et de La Joy-Clinique. 